# Pentodontoschema endroedyyoungai
Pentodontoschema endroedyyoungai är en skalbaggsart som beskrevs av S. Endrödi 1975. Pentodontoschema endroedyyoungai ingår i släktet Pentodontoschema och familjen Dynastidae. Inga underarter finns listade i Catalogue of Life.